# Federação Sueca de Hóquei no Gelo
A Federação Sueca de Hóquei no Gelo é o órgão que dirige e controla o hóquei no gelo da Suécia, comandando as competições nacionais e a seleção nacional.